# 塞尚 (杜省)
塞尚（法語：Séchin，法語發音：[seʃɛ̃]）是法国杜省的一个市镇，属于贝桑松区。

## 地理
塞尚（47°20'13"N, 6°17'4"E）面积1.09 平方千米，位于法国勃艮第-弗朗什-孔泰大區杜省，该省份为法国东部内陆省份，北起上索恩省，西接汝拉省，东部及东南部与瑞士接壤，东北部与贝尔福地区省接壤。
与塞尚接壤的市镇（或旧市镇、城区）包括：博姆莱达姆、布勒孔绍、富尔巴讷、格罗布瓦、乌涅-杜沃。

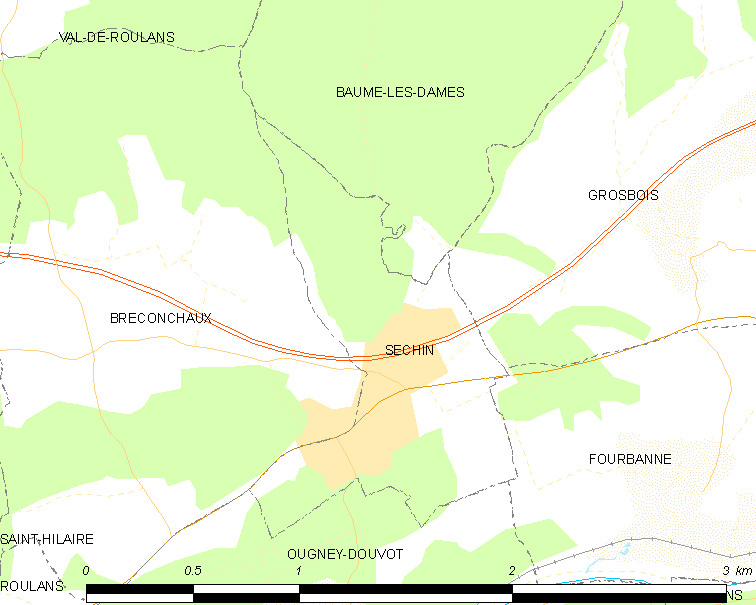
的OSM定位图

塞尚的时区为UTC+01:00、UTC+02:00（夏令时）。

## 行政
塞尚的邮政编码为25110，INSEE市镇编码为25538。

## 政治
塞尚所属的省级选区为博姆莱达姆县。

## 人口

1962-2008年间人口变化图示

塞尚于2022年1月1日时的人口数量为115人。